# Ferrymead Heritage Park
Der Ferrymead Heritage Park in Christchurch, Neuseeland, ist ein im Stil der Edwardische Epoche gestaltetes Freilichtmuseum. Es beinhaltet neben einer aus dieser Zeit nachgebildet kleinen Stadt, verschiedene Museen für historische Verkehrs- und Transportmittel.

## Geographie
Das rund 44 Hektar große Areal des Parks liegt rund 7 km südöstlich des Stadtzentrums von Christchurch im Stadtteil Heathcote Valley. Ein Gleisanschluss verbindet den Park mit der Bahnlinie zwischen dem Hafen von Lyttelton und Christchurch, die als erste Bahnlinie Neuseelands 1863 zwischen Ferrymead und Christchurch in Betrieb genommen wurde. Der Park ist über die New Zealand State Highways 74 und 76 zu erreichen.

## Geschichte

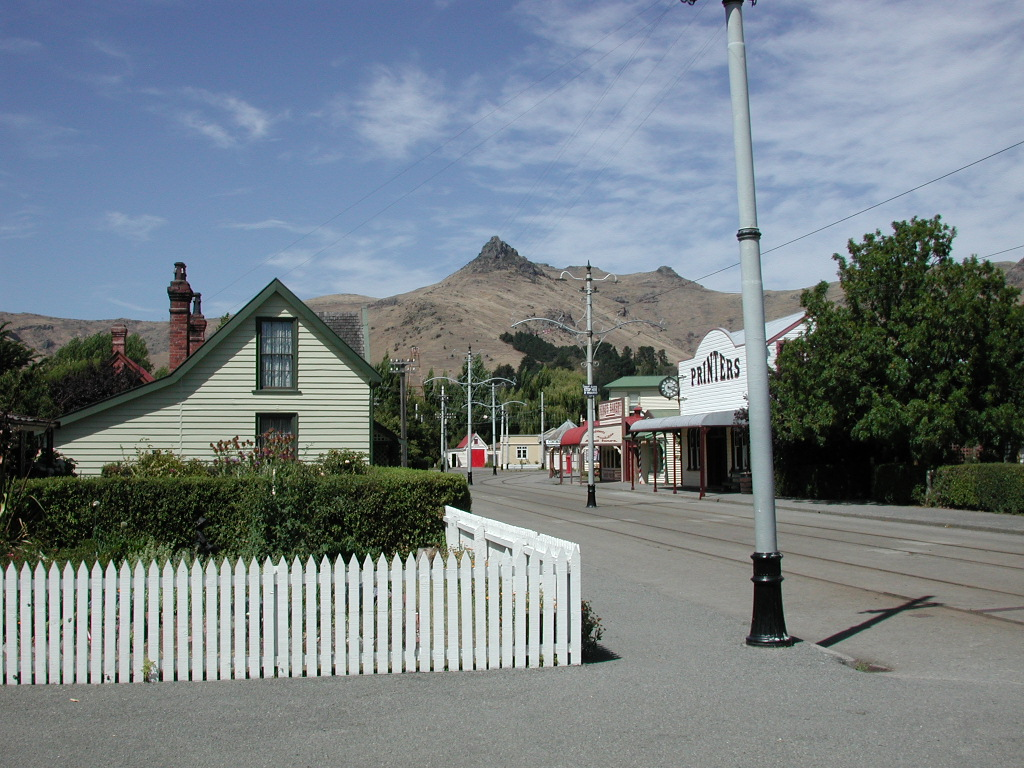
Hauptstraße des Ferrymead Heritage Park's mit den Straßenbahnlinien

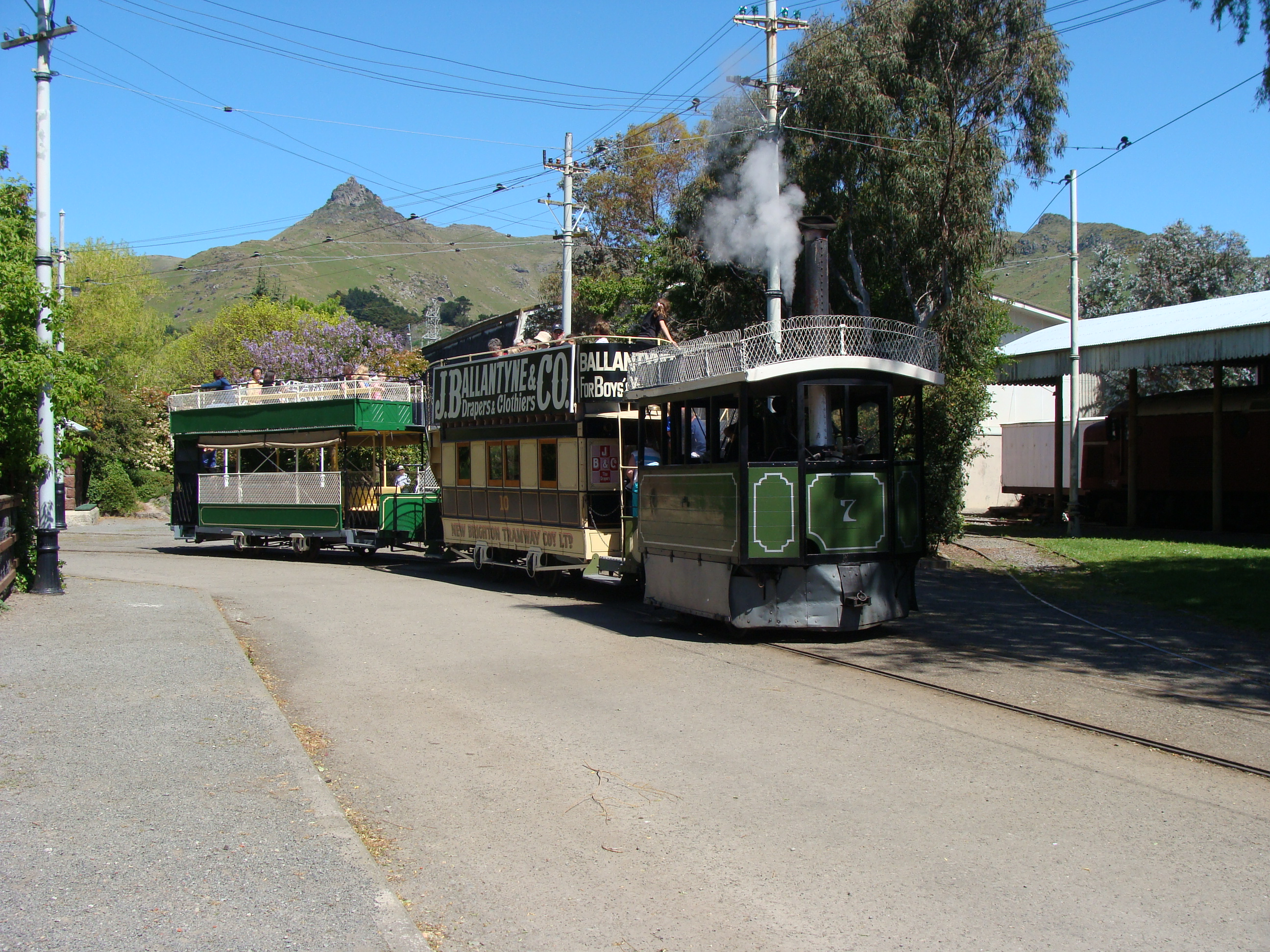
Straßenbahn Kitson no. 7

Die Ursprünge des Ferrymead Heritage Parks, der anfänglich Ferrymead Historic Park genannt wurde, gehen zurück in die beginnenden 1960er Jahre, als eine Gruppe von Menschen, die an der Pflege und Erhaltung des kulturellen Erbes der Stadt, vor allem ihrer Industriegeschichte und an ihren öffentlichen Transportsystemen, interessiert waren versuchten, Historisches zu erhalten und für ihr Engagement Unterstützung zu bekommen. Mitglieder der in den 1950er Jahren gegründeten Canterbury Railway Society und der am 8. Februar 1960 gegründeten Tramway Historical Society baten 1963 den Heathcote County Council (der Rat der Gemeinde Heathcote) das um den ehemaligen Bahnhof der Ferrymead Railway liegende Land zukaufen. Dieser tat es 1964 und bat die örtliche Handelskammer, eine Empfehlung für die Entwicklung des Areals abzugeben. Die Kammer machte Vorschläge und bildete ein Komitee, in dem die verschiedensten Organisation, die sich mit historischer Technik und Zeitgeschichte befassten, vertreten waren. Zu den Organisationen gehörten unter anderem das Museum of Science and Industry, die New Zealand Railway and Locomotive Society, die Tramway Historical Society, die Canterbury Pilgrims and Early Settlers Association, der Historic Places Trust, der Canterbury Museum Trust Board, der Christchurch Civic Trust, die Aviation Historical Society, der Vintage Car Club und die Canterbury Progress League. Die Arbeiten an dem Park begannen 1964 und im Folgejahr erfolgte die Verlegungen der Schienen für Züge und Straßenbahnen.

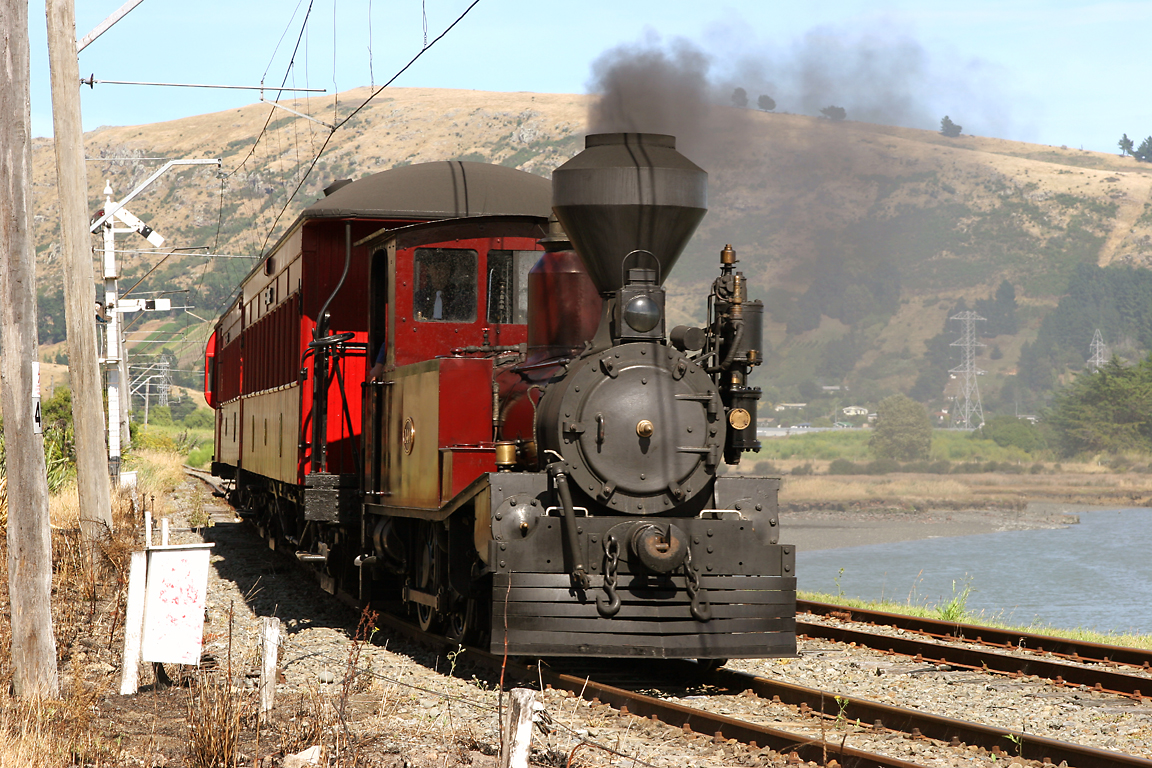
D Class No 140 der Ferrymead Railway

Im April 1968 gründete das Führungskomitee den Ferrymead Trust als eine gemeinnützige Organisation, um den Park weiterzuentwickeln und am 11. März 1967 wurde mit der ersten Eisenbahn die Strecke des Parks in Betrieb genommen. Die restaurierten Züge fuhren erstmals ab 1972 im regulären Betrieb im Park und wurden offiziell fünf Jahre später eingeweiht. 1978 erfolgte die Anbindung an das öffentliche Schienennetz der New Zealand Railways.
Die ersten beiden restaurierte Straßenbahnen fuhr bereits ab 6. Januar 1968 im Park. In den späten 1980er entwarf der damalige Christchurch City Council ein Konzept für den Transport von Touristen im Zentrum der Stadt. Man kam auf die Idee, historische Straßenbahnen durch die Stadt fahren zu lassen und einigte sich mit der Tramway Historical Society, die die Fahrzeuge zur Verfügung stellen und warten sollte. Dafür wurde eigens der Heritage Tramways Trust gegründet, der fünf Bahnen an die Stadt vermietete, wogegen der Betrieb der Bahnen durch die eigens dafür gegründete Christchurch Tramways Limited unter der Regie der Stadt übernommen wurde.
Am 30. Juni 1998 wurde vom Ferrymead Trust die Ferrymead Park Ltd gegründet, die sich um das operative Geschäft des Parks kümmerte. Noch heute wird der Park vom Ferrymead Trust, unter dem sich 19 im Park aktiv tätige Gesellschaften (Stand 2014) zusammengeschlossen haben, verwaltet.